# Gyro zeppeli
Genre
Espèce
Gyro zeppeli, unique représentant du genre Gyro, est une espèce d'araignées aranéomorphes de la famille des Theridiidae.

## Distribution
Cette espèce est endémique du Yunnan en Chine,. Elle se rencontre dans le xian de Mengla.

## Description
La femelle holotype mesure 0,64 mm.
Le mâle décrit par Lin, Hu, Pham et Li en 2024 mesure 1,02 mm.

## Systématique et taxinomie
Cette espèce a été décrite par Lin et Li en 2024.
Ce genre a été décrit par Lin et Li en 2024 dans les Theridiidae.